# Ruffiac, Morbihan
Ruffiac (tiếng Breton: Rufieg) là một xã ở tỉnh Morbihan trong vùng Bretagne tây bắc Pháp. Xã này có diện tích 36,47 km², dân số năm 1999 là 1311 người. Khu vực này có độ cao từ 10-102 mét trên mực nước biển.
Cư dân của Ruffiac danh xưng trong tiếng Pháp là Ruffiacois.